# Just Another Band from L.A.
Just Another Band from L.A. — концертный альбом Фрэнка Заппы и The Mothers of Invention, выпущенный в 1972 году.

## Об альбоме
Just Another Band from L.A. был записан 7 августа 1971 года в Pauley Pavilion, на территории студенческого городка Калифорнийского университета в Лос-Анджелесе. Ключевой трек альбома, длинное повествование, «Billy the Mountain» является пародией на рок-оперы, которые в то время набирали популярность.
Рецензентами часто забывается тот факт, что этот альбом знаменует важный этап в карьере группы с участием музыкантов The Turtles, которые вскоре покинут состав после несчастного случая, произошедшего с Заппой на декабрьском концерте в Лондоне, в результате которого он получил серьёзные травмы головы, спины, ног и шеи, а также травму гортани, из-за которых он на полгода оказался в инвалидном кресле. Трек «Eddie, Are You Kidding?» ссылается на Эдварда Налбандяна.
В 1990 и в 1995 гг. альбом был переиздан на компакт-дисках в цифровом ремастеринге лейблом Rykodisc. На всех CD-переизданиях отсутствовал список участников.

## Список композиций
Все композиции написаны и аранжированы Фрэнком Заппой, кроме отмеченных.
| №  | Название | Длительность |
| -- | --- | ------------ |
| 1. | «Billy the Mountain» (Обыгрываются темы музыкальных композиций "Johnny’s Theme" в исполнении Пола Анки и Джонни Карсона, и "Suite: Judy Blue Eyes" авторства Стивена Стиллса.) | 24:47        |

| №  | Название                                                                    | Длительность |
| -- | --------------------------------------------------------------------------- | ------------ |
| 2. | «Call Any Vegetable»                                                        | 7:22         |
| 3. | «Eddie, Are You Kidding?» (Джон Сейтер, Марк Фольман, Ховард Кэйлан, Заппа) | 3:10         |
| 4. | «Magdalena» (Кэйлан, Заппа)                                                 | 6:24         |
| 5. | «Dog Breath»                                                                | 3:39         |

Недостающий трек-лист с этого концерта:

## Участники записи
Музыканты:
- Фрэнк Заппа — гитара, вокал
- Марк Фольман[англ.] — ведущий вокал
- Ховард Кэйлан — ведущий вокал
- Иэн Андервуд — духовые, клавишные, вокал
- Дон Престон — клавишные
- Джим Понс[англ.] — бас-гитара, вокал
- Эйнсли Данбар — ударные

## Позиции в чартах
| Хит-парад (1972)                | Высшая позиция | Пребывание в чарте |
| ------------------------------- | -------------- | ------------------ |
| Австралия (Kent Music Report)   | 41             | нет данных         |
| США (Billboard Top LP’s & Tape) | 85             | нет данных         |